# Bo Eriksson (bordtennisspelare)
Bo Eriksson, född 21 juli 1960 i Lyckeby, är en svensk före detta bordtennisspelare och tränare. Han vann spelandes för Lyckeby BTK ungdoms-EM i dubbel 1975 och fick brons i singelspelet. Han har även varit fystränare för Jan-Ove Waldner med flera i det svenska bordtennislandslaget.[källa behövs]